# Acanthermia infraalba
Acanthermia infraalba là một loài bướm đêm trong họ Noctuidae.